# Tynemouth
Tynemouth é uma cidade e vila histórica do condado de Tyne and Wear, localizado na região nordeste da Inglaterra. A cidade moderna incluí North Shields e Cullercoats, e, segundo o censo demográfico de 2011, possui 67 519 habitantes.